# IC 4913
IC 4913 је елиптична галаксија у сазвјежђу Стријелац која се налази на листи објеката дубоког неба у Индекс каталогу.
Деклинација објекта је - 37° 19' 43" а ректасцензија 19h 56m 47,5s. Привидна величина (магнитуда) објекта IC 4913 износи 13,0 а фотографска магнитуда 14,0. IC 4913 је још познат и под ознакама ESO 399-5, MCG -6-43-13, PGC 63850.